# UFC Fight Night: Gane vs. Tuivasa
UFC Fight Night: Gane vs. Tuivasa (también conocido como UFC Fight Night 209 y UFC on ESPN+ 67) fue un evento de artes marciales mixtas producido por Ultimate Fighting Championship que tuvo lugar el 3 de septiembre de 2022 en el Accor Arena en París, Francia.

## Antecedentes

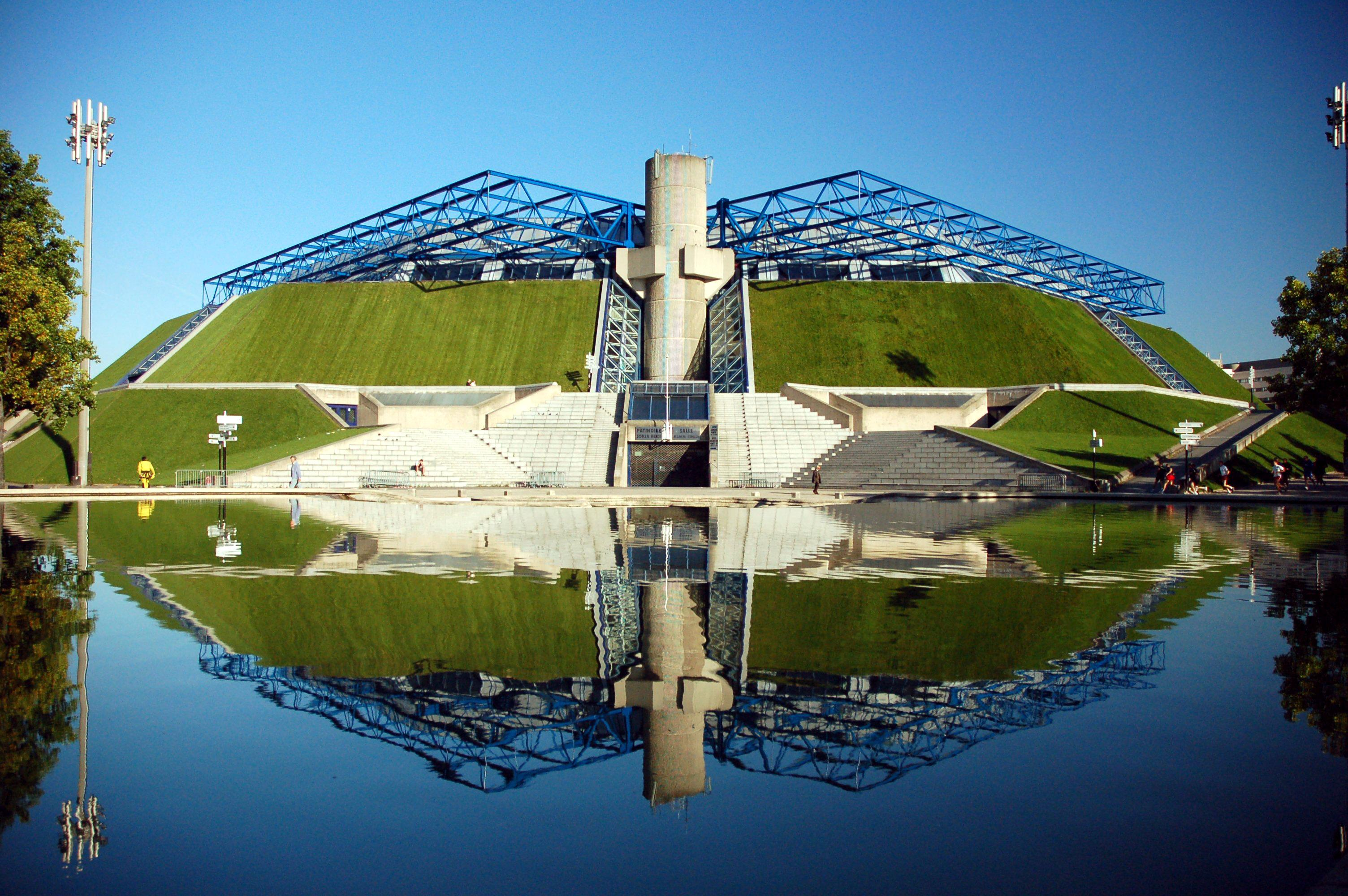
El Accor Arena acogerá el esperado debut de la UFC en Francia.

Este evento marcó el debut de la organización en Francia. Tras una larga batalla política, las artes marciales mixtas fueron legalizadas en el país en 2020 después de que el Comité Nacional Olímpico y Deportivo Francés diera su aprobación a la decisión del Ministerio de Deportes francés de permitirlas bajo la jurisdicción de la Federación Francesa de Boxeo.
El combate de peso pesado entre el ex Campeón Interino de Peso Pesado de la UFC Ciryl Gane y Tai Tuivasa encabezó el evento.
En el evento se celebre un combate de peso medio entre el ex Campeón de Peso Medio de la UFC Robert Whittaker (también ganador de peso wélter de The Ultimate Fighter: The Smashes) y el ex retador del título Marvin Vettori. El emparejamiento estaba originalmente programado para UFC 275, pero Whittaker se retiró debido a una lesión.
Se esperaba que la ex aspirante al Campeonato Femenino de Peso Mosca de la UFC Katlyn Chookagian se enfrentara a Manon Fiorot en un combate de peso mosca femenino. Sin embargo, Chookagian se retiró por razones desconocidas a mediados de junio y fue sustituida por la ex Campeona de Peso Paja Femenino de la UFC Jéssica Andrade. A su vez, Andrade se retiró a mediados de julio por motivos no revelados y Chookagian volvió a formar parte del emparejamiento original. La promoción optó entonces por posponer el combate a UFC 280 en octubre.
Se esperaba que Christos Giagos se enfrentara a Benoît Saint-Denis en un combate de peso ligero. Sin embargo, Giagos se retiró a principios de agosto tras cortarse un tendón del dedo meñique durante un accidente doméstico. Ahora se espera que Saint-Denis se enfrente a Gabriel Miranda.
Se programó un combate de peso wélter entre Darian Weeks (récord de MMA: 5-2) y el ex Bicampeón de Peso Wélter de Glory Cédric Doumbé (récord de MMA: 2-0). Sin embargo, el combate fue cancelado después de que la Federación Francesa de MMA (FMMAF) no sancionara el combate por la norma de la comisión de que los luchadores con menos de diez combates profesionales no deben tener más de cuatro combates de diferencia entre ellos. Weeks fue posteriormente reprogramado para enfrentarse a Yohan Lainesse en el UFC 279, una semana después de este evento. Entonces, Doumbé fue supuestamente liberado por la organización, un rumor que él niega.
Se esperaba un combate de peso medio entre Makhmud Muradov y Abusupiyan Magomedov. Sin embargo, Muradov se retiró por problemas de visa y fue sustituido por Dustin Stoltzfus.
En este evento se esperaba un combate de peso gallo entre Taylor Lapilus y Khalid Taha. Sin embargo, la semana anterior al evento, Lapilus se retiró debido a una mano rota. Taha se enfrentó al recién llegado a la promoción Cristian Quiñónez.
Zarah Fairn Dos Santos y Ailín Pérez tenían previsto enfrentarse en un combate de peso pluma femenino en el evento. Sin embargo, Fairn fue retirada del evento por razones desconocidas y sustituida por Stephanie Egger.
Se esperaba un combate de peso pluma entre Ricardo Ramos y Danny Henry en el evento. Sin embargo, el combate se canceló después de que ambos luchadores se lesionaran.

## Premios de bonificación
Los siguientes luchadores recibieron bonificaciones de $50000 dólares.
- Pelea de la Noche: Cyril Gane vs. Tai Tuivasa
- Actuación de la Noche: Abus Magomedov y Benoît Saint-Denis